# Принц (лунный кратер)
Кратер Принц (лат. Prinz) — останки крупного ударного кратера в Океане Бурь на видимой стороне Луны. Название присвоено в честь немецко-бельгийского астронома Вильгельма Принца (1857—1910) и утверждено Международным астрономическим союзом в 1935 г. Образование кратера относится к раннеимбрийскому периоду.

## Описание кратера

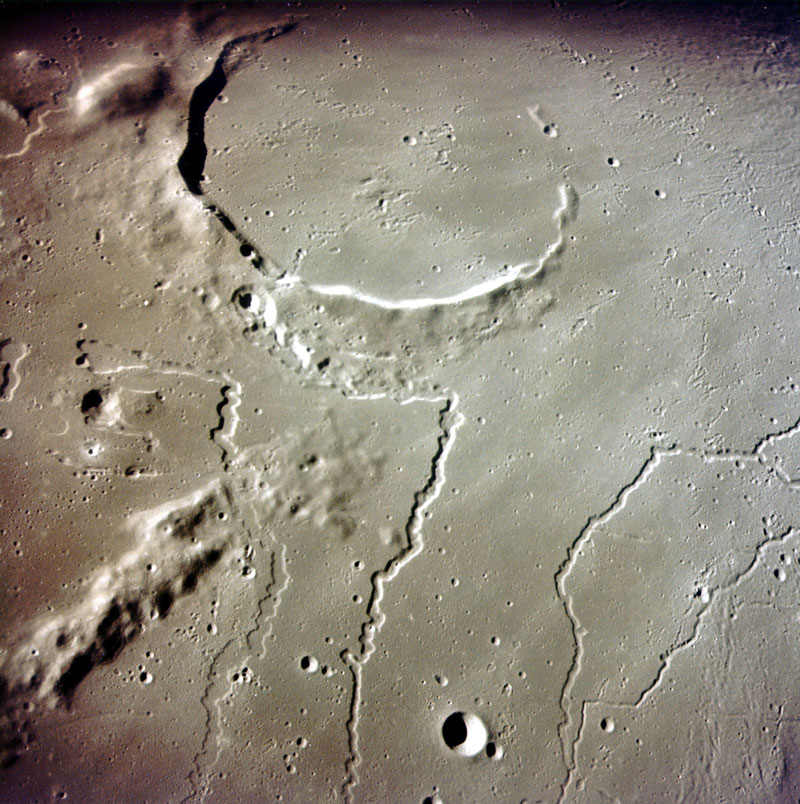
Окрестности кратера Принц. Снимок с борта Аполлона 15 (юг вверху).

Ближайшими соседями кратера являются кратер Вяйсала на западе; кратер Тосканелли на северо-западе; кратеры Вера и Иван на северо-востоке; кратер Аристарх на западе-юго-западе. На западе от кратер Принц находятся борозды Аристарха; на западе-северо-западе уступ Тосканелли; на севере борозды Принца; на востоке-северо-востоке горы Харбингер. Селенографические координаты центра кратера 25°29′ с. ш. 44°08′ з. д. / 25,49° с. ш. 44,14° з. д., диаметр 46,1 км, глубина 1020 м.
Кратер Принц имеет полигональную форму и затоплен темной базальтовой лавой над поверхностью которой выступает лишь вершина вала с наибольшей высотой 1000 м. Южная часть вала полностью погружена под поверхность лавы, западная часть едва возвышается над ней и имеет несколько разрывов. От восточной части вала кратера отходит массивный хребет являющийся частью гор Харбингер. Местность вокруг кратера и его чаша отмечены множеством светлых лучей от кратера Аристарх.

## Сателлитные кратеры
- Сателлитный кратер Принц A в 1976 г. переименован Международным астрономическим союзом в кратер Вера.
- Сателлитный кратер Принц B в 1976 г. переименован Международным астрономическим союзом в кратер Иван.

## См.также
- Список кратеров на Луне
- Лунный кратер
- Морфологический каталог кратеров Луны
- Планетная номенклатура
- Селенография
- Минералогия Луны
- Геология Луны
- Поздняя тяжёлая бомбардировка